# اشچیان
اشچیان (به لاتین: Trzciane) یک منطقهٔ مسکونی در لهستان است که در Gmina Suwałki واقع شده‌است.